# NGC 535
NGC 535 (również PGC 5282 lub UGC 997) – galaktyka spiralna (S0-a), znajdująca się w gwiazdozbiorze Wieloryba. Odkrył ją Heinrich Louis d’Arrest 31 października 1864 roku.